# Tankval

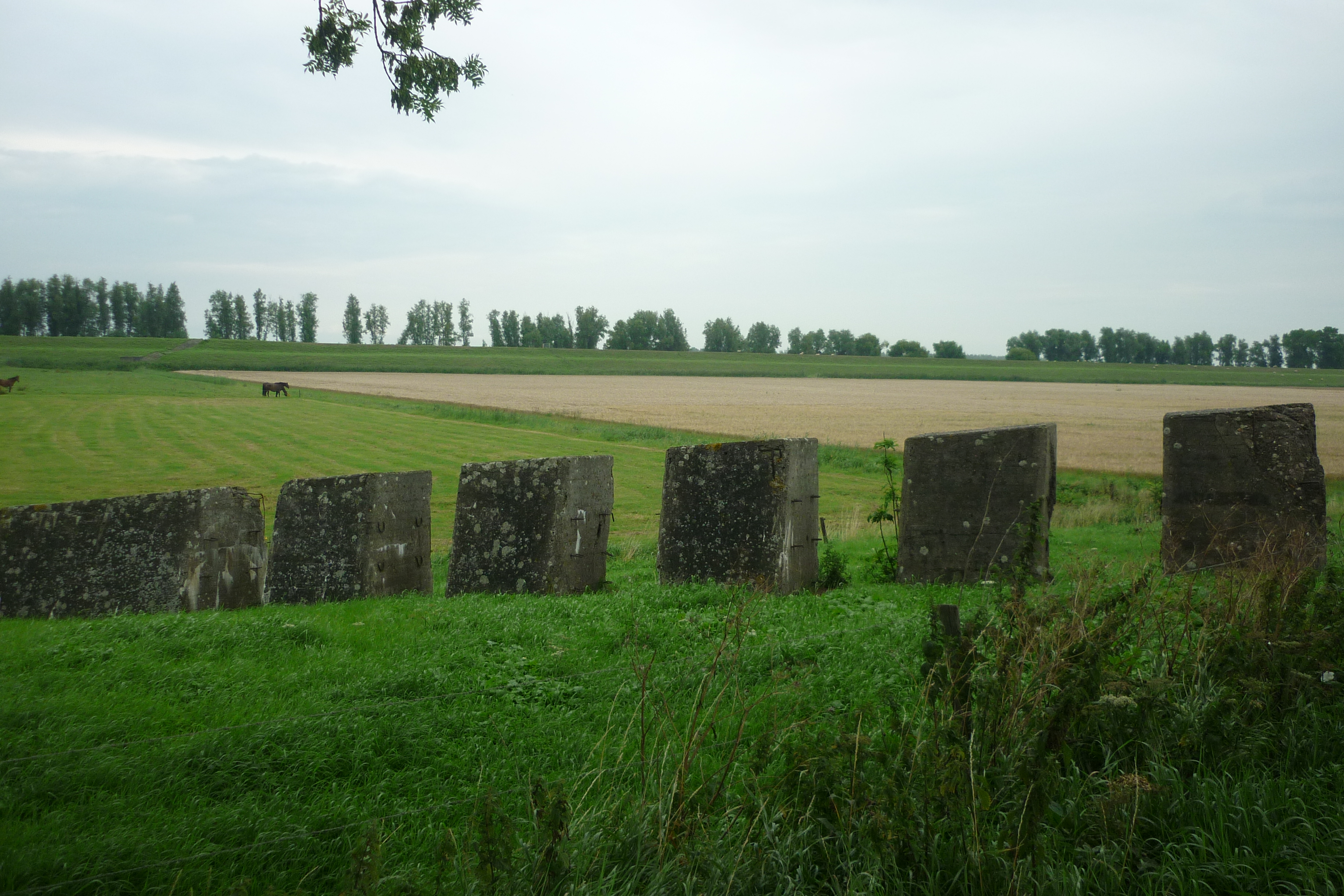
Tankval uit de Tweede Wereldoorlog (bij Lage Zwaluwen).

Tankvallen zijn betonnen bouwwerken langs en over de weg, met als doel om de invasie van rupsvoertuigen te vertragen. Een mogelijke aanvaller dient eerst met bijvoorbeeld dynamiet de betonnen bouwwerken te vernietigen. Ze zijn bekend van hun gebruik in de Tweede Wereldoorlog en de oorlog in Korea.
Ander vormen van tankvallen zijn; een tankgracht en aspergeversperringen (vernoemd naar Erwin Rommel).

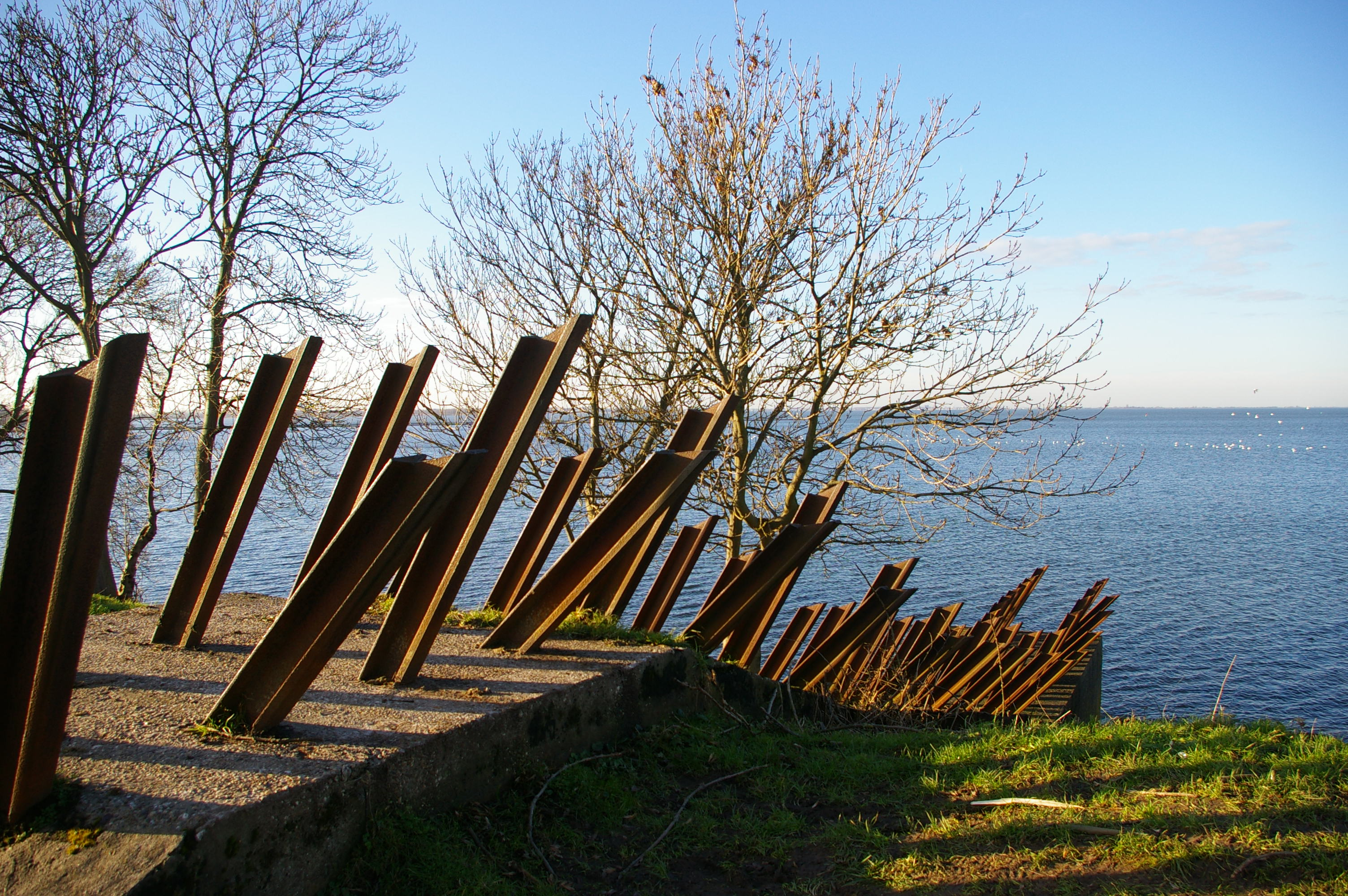
Aspergeversperring bij Muiden.

Een tankval is in Nederland te vinden in o.a. Driehuis te Velsen.